# Soga no Kitashihime
Soga no Kitashihime (蘇我 堅塩媛) est une femme de la haute noblesse japonaise, fille de Soga no Iname. Elle est reine consort de l'empereur Kinmei du Japon. Elle est la mère de l'empereur Yōmei, de l'impératrice Suiko et de la princesse Ōtomo.

## Descendance
Soga no Kitashihime donne naissance à sept garçons et six filles :
- Le prince Oe or Ikebe (empereur Yōmei); né en 540
- La princesse Ihane-hime ou Ihakumo, Ise Virgin; qui doit renoncer à ses responsabilités royales étant accusée d'intrigues contre son demi-frère Mubaragi
- Le prince Atori
- La princesse Nukatabe (empereur Suiko), née en 553, décédée en 626
- La princesse Maroko
- La princesse Ohoyake
- Le prince Iso no Kami Be (Imigako)
- Le prince Yamashiro
- La princesse Ohotomo ou Ohomata; née vers 560; mariée à son neveu Oshisako no Hikohito no Oe, fils de Bidatsu
- Le prince Sakurai
- La princesse Katano
- Le prince Tachibana Moto no Wakugo
- La princesse Toneri, née vers 565; décédée en 603; mariée à son neveu Tame Toyora, fils de Yōmei